# Limbe, Kamerun
Limbe (franska: Limbé) är en ort i Kamerun.   Den ligger i regionen Sydvästra regionen, i den sydvästra delen av landet, 260 km väster om huvudstaden Yaoundé. Limbe ligger 69 meter över havet och antalet invånare är 72 106.
Terrängen runt Limbe är varierad. Havet är nära Limbe åt sydväst.  Limbe är det största samhället i trakten. I omgivningarna runt Limbe växer i huvudsak städsegrön lövskog.